# كورنيل ماير
كورنيل ماير (بالإنجليزية: Cornell Henry Mayer)‏ هو عالم فلك أمريكي، ولد في 10 ديسمبر 1921 في أوسيان في الولايات المتحدة، وتوفي في 19 نوفمبر 2005 في Mount Vernon, Virginia ‏ في الولايات المتحدة بسبب قصور القلب.